# Khalil al-Wazir
Khalil Ibrahim al-Wazir (en árabe: خليل إبراهيم الوزير‎), también conocido por su kunya "Abu Jihad" (أبو جهاد — Padre de la lucha) (10 de octubre de 1935-16 de abril de 1988), fue un líder militar palestino y fundador del partido político secular Fatah. Como mano derecha del presidente de la Organización para la Liberación de Palestina Yasir Arafat, al-Wazir tuvo considerable influencia en las actividades militares de Fatah y, finalmente, se convirtió en comandante del ala armada de Fatah, al-Asifah. La mayoría de los palestinos lo considera un mártir que murió resistiendo la ocupación israelí o al menos simpatiza con su causa, mientras que la mayor parte de israelíes lo considera un terrorista de alto perfil que planificó el asesinato de israelíes.

## Biografía
Al-Wazir se convirtió en refugiado cuando su familia fue expulsada de Ramla durante la guerra árabe-israelí de 1948 y comenzó a liderar una pequeña fuerza fedayín en la Franja de Gaza. A inicios de los años 1960, estableció conexiones entre Fatah y regímenes comunistas y líderes prominentes del Tercer Mundo. Abrió la primera oficina de Fatah en Argelia. Desempeñó un rol importante en las operaciones de Septiembre Negro en Jordania, al proporcionar armas y ayuda a los guerrilleros palestinos que estaban rodeados. Tras la derrota de la OLP por parte del ejército jordano, al-Wazir se unió a la Organización para la Liberación de Palestina en Líbano.
Antes y durante la invasión de Israel del Líbano de 1982, al-Wazir planificó varios ataques al interior de Israel contra objetivos civiles y militares. Preparó la defensa de Beirut frente a las fuerzas israelíes invasoras; sin embargo, Israel prevaleció y al-Wazir fue exiliado del Líbano junto con el resto de los dirigentes de Fatah. Al-Wazir se asentó en Amán por un período de dos años y, luego, fue exiliado a Túnez en 1986. Desde su base allí, comenzó a organizar los comités juveniles en los Territorios Palestinos; estos se convirtieron finalmente en la espina dorsal de las fuerzas palestinas en la Primera Intifada; sin embargo, no vivió para comandar el levantamiento: el 16 de abril de 1988, fue asesinado en su casa en Túnez, aparentemente, por una fuerza israelí compuesta por miembros de Sayeret Matkal y la Flotilla 13, en operación conjunta con el Mossad. En abril de 2022 el Canal 13 de Israel transmitió un especial con entrevistas a los comandantes que participaron en la acción.